# Јестебург
Јестебург (њем. Jesteburg) општина је у њемачкој савезној држави Доња Саксонија. Једно је од 42 општинска средишта округа Харбург. Према процјени из 2010. у општини је живјело 7.396 становника. Посједује регионалну шифру (AGS) 3353020, NUTS (DE933) и LOCODE (DE JEG) код.

## Географски и демографски подаци
Јестебург се налази у савезној држави Доња Саксонија у округу Харбург. Општина се налази на надморској висини од 34 метра. Површина општине износи 28,0 km². У самом мјесту је, према процјени из 2010. године, живјело 7.396 становника. Просјечна густина становништва износи 264 становника/km².